# フレスポ春日浦
フレスポ春日浦（フレスポかすがうら）は、大分県大分市王子北町にある複合商業施設。

## 概要
大分県立春日浦野球場跡地に大和工商リース（現大和リース）によって建設され、2007年4月14日に全面オープンした。9棟の建物に23店舗が入居している。「フレスポ」とは、"Friendly Spot"（フレンドリー・スポット、親しみやすい場所）の意味である。

## 主要店舗

### 春日浦フードスタジアム
春日浦フードスタジアムは、フレスポ春日浦敷地内に所在するトキハインダストリーのスーパーマーケット。
本格的な食品スーパーとして開業し、大分県内初となる買い物客自らが精算可能なセルフレジや、店舗内に授乳室を備える。また、前身が春日浦野球場であったことに因んで、店舗の一角に県野球界に貢献した人物や出来事を写真で綴る「春日浦ボールメモリー」を併設している。

### その他主要店舗
- HIヒロセ - スーパーホームセンター
- HIヒロセペッツランド - ペット用品
- 西松屋 - 子供用品
- マックハウス - 衣料品
- マツモトキヨシ - ドラッグストア

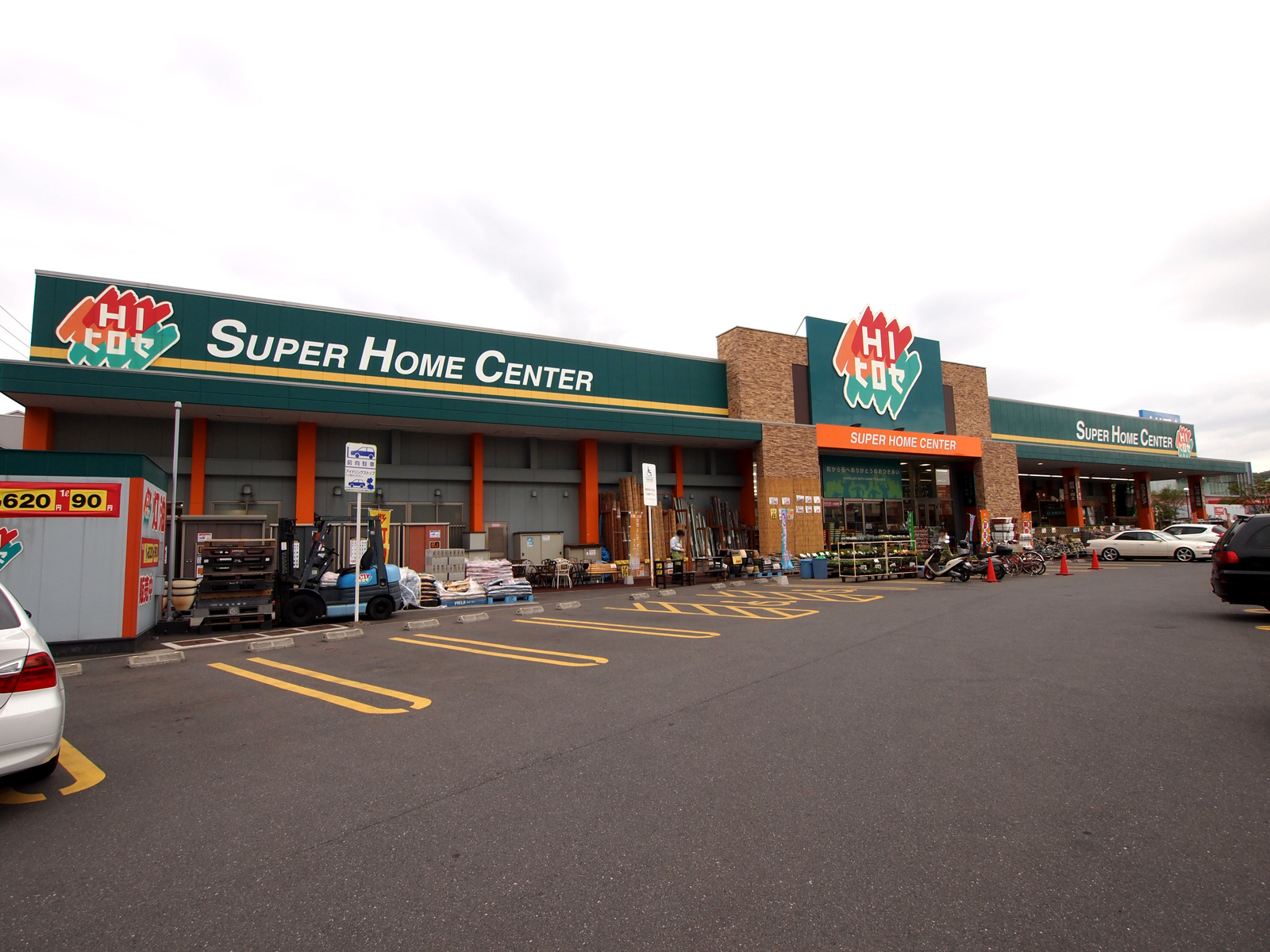
HIヒロセ春日浦店

- ホリデイスポーツクラブ - 会員制スポーツクラブ
- ハロー！パソコン教室 - パソコン教室
- セリア - 100円ショップ
- 珈琲館 - レストラン&カフェ
- イデア総研税理士法人
- おうちの相談窓口 大分店

### 退店した店舗
- シュープラザ - 靴